# Adzibzhara (Ochamchire)
Adzibzhara (en georgiano: აძიბჟარა; en abjasio: Адзыбжара) es una aldea que pertenece a la parcialmente reconocida República de Abjasia, dentro del distrito de Ochamchire, aunque de iure es parte del municipio de Ochmachire de la República Autónoma de Abjasia de Georgia.

## Geografía
Adzibzhara está en el margen derecho del río Otapi, a 21 km de Ochamchire. La aldea se administra desde el pueblo de Mokvi.  